# Apuliadercetis
Apuliadercetis è un pesce osseo estinto, appartenente agli aulopiformi. Visse nel Cretaceo superiore (Campaniano - Maastrichtiano, circa 72 milioni di anni fa) e i suoi resti fossili sono stati ritrovati in Europa.

## Descrizione
Questo pesce era di piccole dimensioni e possedeva un profilo molto slanciato; solitamente non superava i 20 centimetri di lunghezza. Apuliadercetis, come tutti i pesci a esso affini (ad esempio Dercetis e Rhynchodercetis), possedeva un corpo molto allungato e sottile, con un cranio lungo che finiva in un muso allungatissimo, come un rostro. La pinna dorsale, di piccole dimensioni, si trovava all'incirca a metà del corpo, pressoché opposta alle piccole pinne pelviche.
Il corpo è allungato, con uno scheletro composto da 63 a 67 vertebre. Altri caratteri specifici sono il muso allungato con mascella superiore e inferiore della stessa lunghezza, il mesetmoide a forma di “V”, il premascellare molto lungo e dentato, le ossa pelviche fuse in una piccola piastra, le vertebre preurale 1 e paripurale autogene, le vertebre urale 1 e 2 fuse in un piccolo centro terminale, una spina neurale sulla vertebra preurale 2, la pinna caudale piccola con solo 17 raggi principali, una linea laterale per ciascun fianco.

## Classificazione
Apuliadercetis è un rappresentante degli aulopiformi, un gruppo di pesci attualmente rappresentato da numerose specie ma che nel corso del Cretaceo ebbe già un'ampia diffusione e differenziazione. Apuliadercetis, in particolare, sembrerebbe essere un genere arcaico della famiglia Dercetidae, comprendente numerose forme predatrici dal corpo allungato. 
Apuliadercetis venne descritto per la prima volta da Louis Taverne nel 2006, sulla base di resti fossili ritrovati nella zona di Nardò, in provincia di Lecce (Puglia); la specie tipo è Apuliadercetis tyleri. Un'altra specie, A. indeherbergei, è stata descritta sulla base di fossili ritrovati in Belgio e nei Paesi Bassi.